# DKW F102
DKW F102 - легковий автомобіль середнього класу, що випускався німецькою компанією Auto Union, потім Volkswagen AG в 1964-1966 роках. 

## Опис

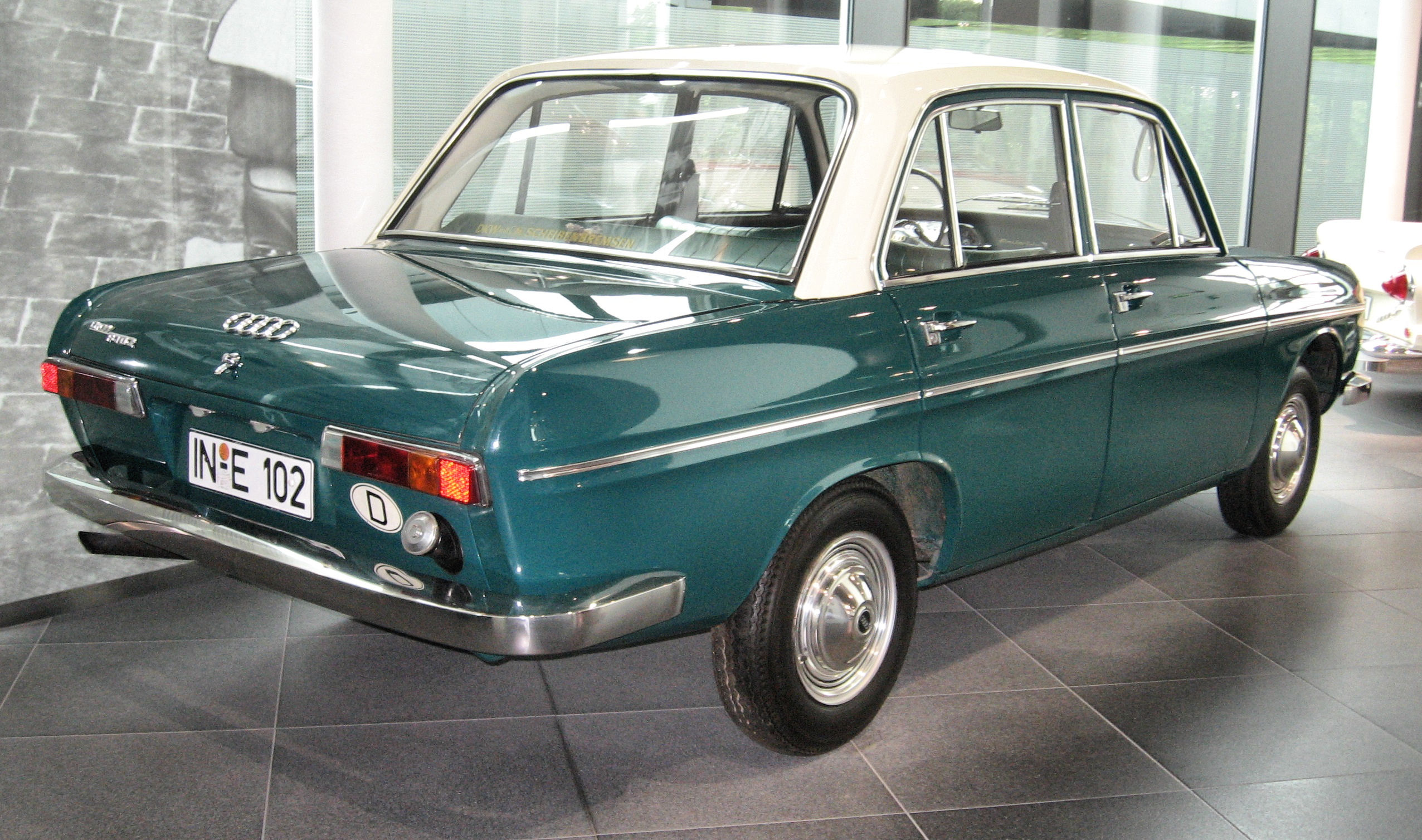

Це була остання модель під маркою DKW, а також останній західнонімецький серійний автомобіль, оснащений двотактним двигуном.  Доступний як 2- та 4-дверний седан. Наступник автомобіля Auto Union 1000. Його приводив у рух 1,2-літровий двотактний двигун І3. Потужність передавалася на передню вісь через 4-ступінчасту механічну повністю синхронізовану коробку передач. Автомобіль замінений на Audi F103. Автомобіль не досяг запланованого успіху, що також сприяло значним фінансовим втратам з боку виробника. В основному це було пов'язано з використовуваним двигуном - двотактні агрегати в 1960-х роках стали вважатися застарілим рішенням. Volkswagen в 1966 році вирішив внести радикальні зміни у випускану модель. Автомобіль адаптували до складання чотиритактних агрегатів. Новий автомобіль отримав назву Audi 60. F102 був представлений у вересні 1963 року, хоча виробництво дводверного варіанту почалося в березні 1964 року, а чотиридверного - в січні 1965 року. Всього було випущено 53,053 одиниці.

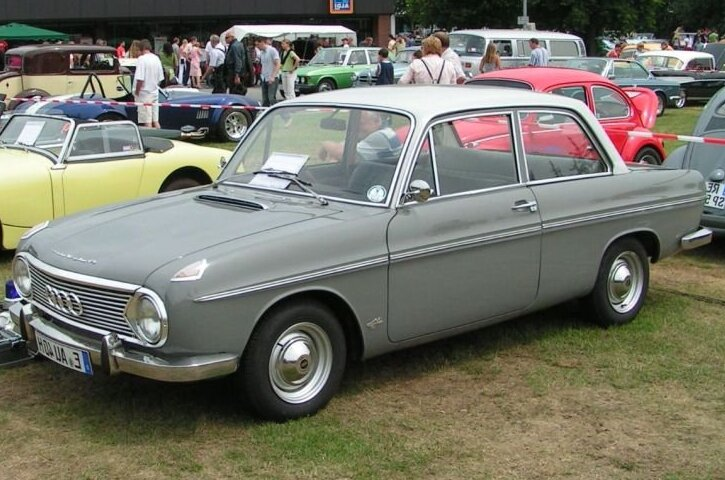

## Двигуни
- 1.2 І3 60 к.с.
- 1.3 V6 80 к.с.